# M274 Mechanical Mule
M274 Mechanical Mule – lekki pojazd transportowy (samobieżna platforma transportowa), konstrukcji amerykańskiej, z okresu po II wojnie światowej.
Pojazd był uniwersalną konstrukcją, służącą głównie do przewozu dział bezodrzutowych i moździerzy. Były także wykorzystywane w oddziałach łączności oraz do ewakuacji rannych i przewozu lekkich ładunków. Wymiary platformy umożliwiały przewóz siedmiu żołnierzy w pozycji siedzącej lub czterech umieszczonych poprzecznie noszy z rannymi. Układ kierowniczy pojazdu mógł być łączony zarówno z przednimi jak i tylnymi kołami. Kolumna kierownicy mogła być dowolnie pochylana, co umożliwiało prowadzenie pojazdu nawet przez czołgającego się żołnierza.

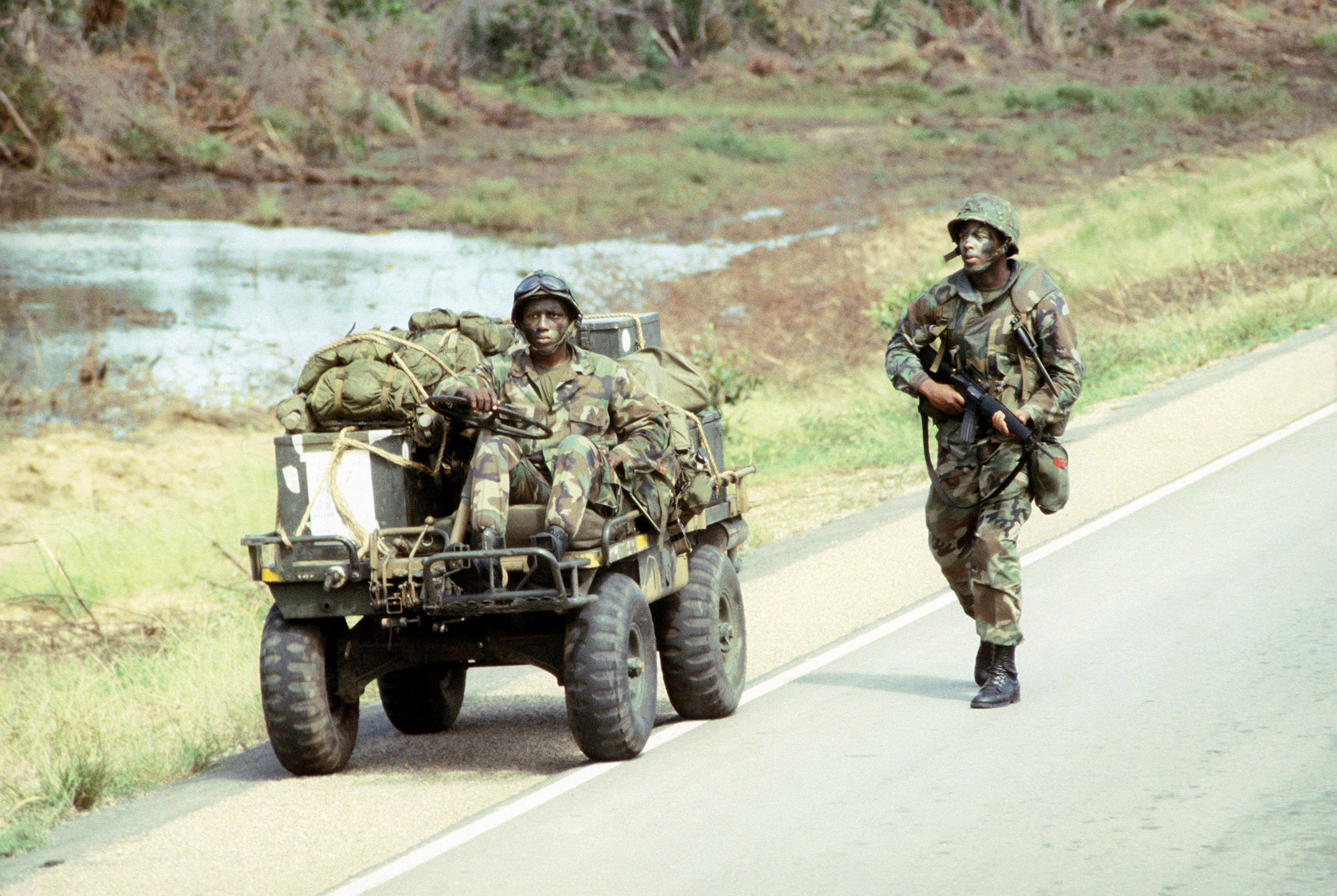
M274 w czasie ćwiczeń w Hondurasie w 1984 roku.